# Audrey S. Penn

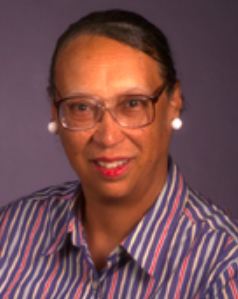
Audrey S. Penn

Audrey Shields Penn (* 1934 in New York City, Vereinigte Staaten) ist eine amerikanische Neurologin und Hochschullehrerin. Sie ist emeritierte Professorin und war als erste afroamerikanische Frau Direktorin eines Instituts der National Institutes of Health (NIH). Sie ist bekannt für  ihre Forschung zu Myasthenia gravis, einer seltenen Erkrankung, die durch Muskelschwäche gekennzeichnet ist.

## Leben und Werk

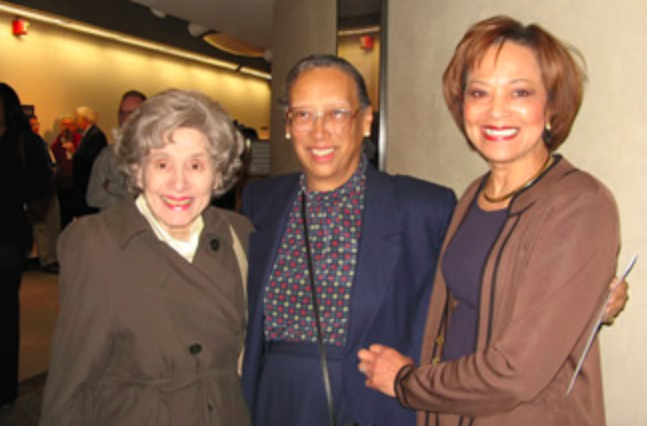
Ruth L. Kirschstein (links), Audrey Penn (Mitte) und Yvonne Maddox (rechts) bei einem NINDS (NIH)-Symposium zu Ehren von Dr. Penn im Jahr 2007

Penn studierte nach der High School Chemie am Swarthmore College in Swarthmore in Pennsylvania, wo sie 1956 ihren Bachelor-Abschluss erhielt. Sie begann dann ihr Medizinstudium zu einer Zeit, als nur wenige Frauen oder Angehörige von Minderheiten Ärztinnen wurden. Sie promovierte 1960 am College of Physicians & Surgeons der Columbia University und absolvierte eine neurologische Ausbildung am Neurological Institute des Columbia-Presbyterian Medical Center.
An der University of Pennsylvania forschte Penn als NINDS-Sonderstipendiatin als Postdoc über die Biochemie von Muskelerkrankungen, insbesondere Myasthenia gravis. Sie untersuchte, wie bestimmte Medikamente Autoimmunerkrankungen auslösen können.
Daraus entwickelte sich später die Arbeit am Acetylcholinrezeptor, dem Zielprotein bei Myasthenia gravis.
1970 wurde Penn Mitglied des Verwaltungsrats des Swarthmore College und Mitglied des Council of the Education of Women in Yale. 1972 wurde sie zur außerordentlichen Professorin für Neurologie an der University of Pennsylvania befördert, 1982 dann zur Professorin für Neurologie am College of Physicians and Surgeons der Columbia University. Sie praktizierte als Neurologin am Columbia-Presbyterian Medical Center.
1989 wurde Penn zur zweiten Vizepräsidentin der American Neurological Association gewählt, 1990 zur ersten Vizepräsidentin und 1994 zur Präsidentin. Penn war die erste Afroamerikanerin, die als Direktorin eines Instituts des NIH fungierte. Sie war in dieser Funktion von Januar bis Juli 1998 und dann von Februar 2001 bis August 2003 für das National Institute of Neurological Disorders and Stroke (NINDS) tätig. 2007 trat Penn von ihrer Position als stellvertretende Direktorin zurück und  wechselte in das Office of Minority Health and Research. Seit ihrer Pensionierung ist sie Sonderberaterin des Direktors des NINDS. Ihr zu Ehren wurde 2007 am NINDS ein Symposium über Myasthenia gravis abgehalten.
Sie war Präsidentin der American Neurological Association (ANA) und Direktorin des American Board of Psychiatry and Neurology, Inc. Neben der ANA ist sie Mitglied der American Academy of Neurology, der American Association for the Advancement of Science, der Harvey Society und der Association for Research in Nervous and Mental Disease. Ihre Position als stellvertretende Direktorin des NINDS folgte einer Amtszeit als Mitglied des National Advisory Neurological Disorders and Stroke Council des Instituts.

## Forschung
Penns Studien trugen wesentlich zum Verständnis bei, wie das Arthritismedikament Penicillamin einen Immunangriff auslösen kann, der zu Myasthenia gravis führen kann. Sie hat auch dazu beigetragen, die Rolle der Thymusdrüse bei Myasthenia gravis zu klären. Insbesondere bestätigten ihre klinischen Studien, dass die Entfernung der Thymusdrüse die Krankheit bei fast zwei Dritteln der Patienten im Wesentlichen heilen kann.

## Ehrungen (Auswahl)
- Ihr zu Ehren wird der Audrey S. Penn Lectureship Award verliehen[8]